# 郎廷相
郎廷相（？—1688年），字鈞衡，清朝政治人物。郎熙載之子，郎廷輔、郎廷佐之弟。
早年出身欽天監筆帖式。順治十一年，任宗人府理事官。順治十三年，改刑部理事官。順治十八年，任河南右布政使。康熙二年，任四川左布政使，康熙六年，改四川布政使。康熙八年，升任河南巡撫。康熙十四年，任江西巡撫。康熙十五年，任福建總督。康熙二十五年，管理船廠事務。